# Alipio di Antiochia
Alipio di Antiochia (in latino Alypius; fl. terzo quarto del IV secolo) fu un geografo e un vicarius della diocesi di Britannia, verso la fine degli anni 350, forse in sostituzione di Flavio Martino dopo il suo suicidio. Il suo governo è ricordato in Ammiano Marcellino XXIII 1, 3.

## Biografia
Originario di Antiochia, prestò servizio sotto Costanzo II e fu probabilmente nominato per assicurarsi che nessuno con associazioni occidentali prestasse servizio in Britannia in un periodo di sfiducia, ribellione e soppressione simboleggiato dagli atti brutali del notaio imperiale Paolo Catena. Potrebbe aver dovuto affrontare l'insurrezione dell'usurpatore Carausio II.
In seguito, Alipio fu incaricato di ricostruire il tempio di Gerusalemme, come parte del tentativo sistematico dell'imperatore Giuliano di invertire la cristianizzazione dell'Impero romano ripristinando pratiche pagane e, in questo caso, ebraiche. Tra le lettere di Giuliano ve ne sono due (29 e 30) indirizzate ad Alipio; una lo invitava a Roma, l'altra lo ringraziava per un trattato geografico, che non esiste più.